# 卡洛斯·古尔佩吉
卡洛斯·古尔佩吉（Carlos Gurpegui Nausia，1980年8月19日—），西班牙足球運動員，司職防守中場，長期效力西甲球隊毕尔巴鄂，曾被驗出服用苯丙酸诺龙而被禁賽兩年。

## 外部連結
- A毕尔巴鄂竞技檔案 （英文）
- BDFutbol檔案（页面存档备份，存于） （英文）
- Transfermarkt檔案（页面存档备份，存于） （英文）